# Aeródromo Chépica
El Aeródromo Chépica (OACI: SCEK) es un terminal aéreo ubicado cerca de Chépica, en la Provincia de Colchagua, Región del Libertador General Bernardo O'Higgins, Chile. Es de propiedad pública.